# Zambia az olimpiai játékokon

Észak-Rodézia (1964)

Zambia (még Észak-Rodézia néven) 1964-ben vett részt első alkalommal az olimpiai játékokon, és azóta minden nyári sportünnepre küldött sportolókat, kivéve 1976-ban, mikor csatlakozott az afrikai országok vezette bojkotthoz. Zambia még nem szerepelt a téli olimpiai játékokon.
Sportolói eddig 2 érmet szereztek, egyet ökölvívásban, egyet pedig atlétikában.
A Zambiai Nemzeti Olimpiai Bizottság 1964-ben alakult meg, a NOB még abban az évben felvette tagjai közé.

## Érmesek
| Érem  | Sportoló(k)      | Olimpia           | Sportág   | Versenyszám     |
| ----- | ---------------- | ----------------- | --------- | --------------- |
| Bronz | Keith Mwila      | 1984, Los Angeles | Ökölvívás | Harmatsúly      |
| Ezüst | Samuel Matete    | 1996, Atlanta     | Atlétika  | Férfi 400 m gát |
| Bronz | Muzala Samukonga | 2024, Párizs      | Atlétika  | Férfi 400 m     |

## Éremtáblázatok

### Érmek a nyári olimpiai játékokon
| Olimpia              | Arany          | Ezüst          | Bronz          | Összesen       |
| 1964, Tokió          | 0              | 0              | 0              | 0              |
| 1968, Mexikóváros    | 0              | 0              | 0              | 0              |
| 1972, München        | 0              | 0              | 0              | 0              |
| 1976, Montréal       | nem vett részt | nem vett részt | nem vett részt | nem vett részt |
| 1980, Moszkva        | 0              | 0              | 0              | 0              |
| 1984, Los Angeles    | 0              | 0              | 1              | 1              |
| 1988, Szöul          | 0              | 0              | 0              | 0              |
| 1992, Barcelona      | 0              | 0              | 0              | 0              |
| 1996, Atlanta        | 0              | 1              | 0              | 1              |
| 2000, Sydney         | 0              | 0              | 0              | 0              |
| 2004, Athén          | 0              | 0              | 0              | 0              |
| 2008, Peking         | 0              | 0              | 0              | 0              |
| 2012, London         | 0              | 0              | 0              | 0              |
| 2016, Rio de Janeiro | 0              | 0              | 0              | 0              |
| 2020, Tokió          | 0              | 0              | 0              | 0              |
| 2024, Párizs         | 0              | 0              | 1              | 1              |
| Összesen             | 0              | 1              | 2              | 3              |

## Érmek sportáganként

### Érmek a nyári olimpiai játékokon sportáganként
| Zambia érmei a nyári olimpiai játékokon sportáganként | Zambia érmei a nyári olimpiai játékokon sportáganként | Zambia érmei a nyári olimpiai játékokon sportáganként | Zambia érmei a nyári olimpiai játékokon sportáganként | Az olimpiai zászlaja |

| Sportág   | Arany | Ezüst | Bronz | Összesen |
| --------- | ----- | ----- | ----- | -------- |
| Atlétika  | 0     | 1     | 1     | 2        |
| Ökölvívás | 0     | 0     | 1     | 1        |
| Összesen  | 0     | 1     | 2     | 3        |